# 陸上自衛隊第13旅團
陸上自衛隊第13旅團（日語：第13旅団；平假名：だいじゅうさんりょだん）是日本陸上自衛隊六個主要旅團之一。該旅團直屬於陸上自衛隊中部方面隊，主要部隊駐紮於廣島縣海田町，負責中國地方的防衛警戒。
第13旅團建立於1999年3月29日，前身為已解編的第13師團。

## 組織架構
- 海田市駐屯地（日语：海田市駐屯地）（廣島縣安藝郡海田町）
  - 旅团司令部及旅部附属队
  - 第46普通科联队（日语：第46普通科連隊）
  - 第13设施隊（日语：第13施設隊）
  - 第13通信隊
  - 第13後方支援隊（日语：第13後方支援隊）
  - 第13特殊武器防護隊
  - 第13音乐隊
- 日本原駐屯地（日语：日本原駐屯地）（岡山縣勝田郡奈義町）
  - 第13特科隊（日语：第13特科隊）
  - 第13高射特科中隊
  - 第13戰車中隊（日语：第13戦車中隊）
- 米子駐屯地（日语：米子駐屯地）（鳥取縣米子市）
  - 第8普通科联队（日语：第8普通科連隊）
- 山口駐屯地（日语：山口駐屯地）（山口县山口市）
  - 第17普通科联队（日语：第17普通科連隊）
- 出雲駐屯地（日语：出雲駐屯地）（岛根县出雲市）
  - 第13偵察隊（日语：第13偵察隊）
- 防府分屯地（日语：防府分屯地）（山口县防府市）
  - 第13飛行隊

第13旅團所属第8普通科联队位於米子市、第17普通科联队位於山口市、第16普通科联队位於海田町，为步兵，僅有大隊規模；第13特科隊（砲兵），縮編自第13特科联队位於奈義町，擁有三個中隊的155釐米FH-70野戰炮。第13偵察隊位於出雲市，裝備87式偵察裝甲車。第13高射特科中隊（防空砲兵連）位於奈義町。第13設施隊（工兵）位於海田町。

## 外部連結
- 第13旅團首頁 （页面存档备份，存于） (Japanese)